# Kubas herrlandslag i volleyboll
Kubas herrlandslag i volleyboll (spanska: Selección masculina de voleibol de Cuba) representerar Kuba i volleyboll på herrsidan. Laget tog silver i världsmästerskapet 1990 och 2010. samt tog olympiskt brons 1976.

### Fotnoter
1. ↑  Todor Krastev (19 mars 1970). ”Men Volleyball XII World Championship 1990 Rio de Janeiro (BRA) - 18-28.10 - Winner Italy” (på engelska). Sport Statistics. Arkiverad från originalet den 16 november 2015. https://web.archive.org/web/20151116062019/http://todor66.com/volleyball/World/Men_1990.html. Läst 26 juni 2015.
2. ↑  Todor Krastev (19 mars 2010). ”Men Volleyball XVII World Championship 2010 Italy - 23.09-10.10 Winner Brazil” (på engelska). Sport Statistics. Arkiverad från originalet den 1 oktober 2011. https://web.archive.org/web/20111001080122/http://todor66.com/volleyball/World/Men_2010.html. Läst 26 juni 2015.
3. ↑  Todor Krastev (19 mars 1976). ”Men Volleyball XXI Olympic Games Montreal (CAN) 1976 - 18-30.07 Winner Poland” (på engelska). Sport Statistics. Arkiverad från originalet den 25 juni 2015. https://web.archive.org/web/20150625194432/http://todor66.com/volleyball/Olympics/Men_1976.html. Läst 26 juni 2015.